# Baglung-Parbat-Seilbrücke
Die Baglung-Parbat-Seilbrücke ist mit einer Spannweite von 567 Meter die viertlängste Seilbrücke der Welt. Sie verbindet die Stadt Kushma des Parbat Distrikts mit der Stadt Baglung des Baglung Distrikts in Nepal. Die Brücke führt über den Fluss Kali Gandaki. Die Höhe der Brücke beträgt 122 m über dem Flussniveau.
Die Machbarkeitsstudie für die Brücke wurde im Jahr 2059 BS erstellt und der Bau wurde in Chaitra 2075 BS begonnen, mit einem Zeitplan für die Fertigstellung in Ashad 2077 BS. Der Bau wurde drei Monate früher als geplant im Juli 2020 abgeschlossen. Die Übergabe der Brücke verzögerte sich aufgrund der COVID-19-Pandemie.
Die Brücke hat eine Kapazität von 85 MT und kann die Last von 612 Personen gleichzeitig tragen.
Der ursprüngliche Kostenvoranschlag für die Brücke belief sich auf 122.200.000 NPR, jedoch subventionierte die nepalesische Regierung den Bau, so dass sich die endgültigen Kosten auf 69.100.000 NPR beliefen.